# Renata Brunskole
Renata Brunskole, slovenska političarka in ekonomistka, * 25. april 1970.
Do leta 2011 je bila tudi županja občine Metlika; s potrditvijo poslanskega mandata ji je avtomatično prenehala ta funkcija.

## Življenjepis

### Državni zbor
2008-2011
V času 5. državnega zbora Republike Slovenije, članica Socialnih demokratov, je bila član naslednjih delovnih teles:
- Odbor za Odbor za lokalno samoupravo in regionalni razvoj (podpredsednica),
- Odbor za finance in monetarno politiko (članica) in
- Odbor za promet (članica).

Oktobra 2011 je napovedala, da na državnozborskih volitvah leta 2011 ne bo podprla stranke SD, ampak listo Zorana Jankovića.
Na državnozborskih volitvah leta 2011 je kandidirala na listi Pozitivne Slovenije.